# Fedorivka (consejo de la aldea Kodyma)
Fedorivka  (ucraniano: Федорівка) es una localidad del Raión de Podilsk en el Óblast de Odesa de Ucrania. Según el censo de 2001, tiene una población de 172 habitantes.